# Orographische Dominanz
Die orographische Dominanz ist ein Maß, wie freistehend sich ein Gipfel, Berg oder andere geomorphologische Landform im Gelände darstellt. Sie ist, neben der Schartenhöhe und der Dominanz [i. w. S.], ein skalierter Indikator zur Qualifizierung eines Berges als „eigenständiger“ Berg.

## Definition
Eine einfache Berechnungsformel der orographischen Dominanz lautet:
{\displaystyle OD=S/H}
mit S als Schartenhöhe und H als Meereshöhe des Berges.
Im Unterschied zur Schartenhöhe S und Dominanz [i. w. S.], die als Längen angegeben werden, ist die Definition der orographischen Dominanz dimensionslos.
Nach Jurgalski wird der Wert noch mit 100 multipliziert. Damit wird jedem Gipfel, unabhängig von seiner absoluten Höhe, ein Prozentsatz zwischen 0 und 100 als Maß für seine Eigenständigkeit zugeordnet. Den höchsten Bergen einer Insel oder kontinentalen Landmasse ist damit definitionsgemäß eine orografische Dominanz von 100 zugeordnet. Auf Grundlage dieser Kennzahl hat Jurgalski ein systematisches Verfahren zur Einteilung von Gebirgen, Bergen und Gipfeln entwickelt und zur Diskussion gestellt.